# Lekkoatletyka na Letnich Igrzyskach Olimpijskich 1900 – bieg na 400 metrów mężczyzn
Bieg na 400 m na igrzyskach olimpijskich w 1900 w Paryżu rozegrano 14 lipca (eliminacje) i 15 lipca 1900 (finał) w Lasku Bulońskim. Startowało 15 lekkoatletów z 6 krajów. Zawodnicy startowali na bieżni o obwodzie 500 m.

## Rekordy
| Rekord świata     | 48,5 | Edgar Bredin | Londyn (Wielka Brytania) | 22 lipca 1895   |
| Rekord olimpijski | 54,2 | Tom Burke    | Ateny (Grecja)           | 7 kwietnia 1896 |

## Eliminacje
Rozegrano trzy biegi eliminacyjne. Dwóch pierwszych zawodników z każdego biegu awansowało do finału.

### Bieg 1
| Poz. | Zawodnik          | Kraj              | Wynik    | Uwagi |
| ---- | ----------------- | ----------------- | -------- | ----- |
| 1.   | Maxey Long        | Stany Zjednoczone | 50,4     | Q     |
| 2.   | Harry Lee         | Stany Zjednoczone | nieznany | Q     |
| 3.   | Harvey Lord       | Stany Zjednoczone | nieznany |       |
| 4.   | Georges Clément   | Francja           | nieznany |       |
| 5.   | Walter Drumheller | Stany Zjednoczone | nieznany |       |

Long wyraźnie wygrał ten bieg, ustanawiając rekord olimpijski.

### Bieg 2
| Poz. | Zawodnik               | Kraj              | Wynik    | Uwagi |
| ---- | ---------------------- | ----------------- | -------- | ----- |
| 1.   | William Moloney        | Stany Zjednoczone | 51,0     | Q     |
| 2.   | Ernst Schultz          | Dania             | nieznany | Q     |
| 3.   | Charles-Robert Faidide | Francja           | nieznany |       |
| 4.   | Pál Koppán             | Węgry             | nieznany |       |
| 5.   | Yngvar Bryn            | Norwegia          | nieznany |       |

Moloney zdecydowanie zwyciężył.

### Bieg 3
| Poz. | Zawodnik        | Kraj              | Wynik    | Uwagi |
| ---- | --------------- | ----------------- | -------- | ----- |
| 1.   | Dixon Boardman  | Stany Zjednoczone | 51,2     | Q     |
| 2.   | William Holland | Stany Zjednoczone | nieznany | Q     |
| 3.   | Henry Slack     | Stany Zjednoczone | nieznany |       |
| 4.   | Zoltán Speidl   | Węgry             | nieznany |       |
| 5.   | Umberto Colombo | Włochy            | nieznany |       |

## Finał

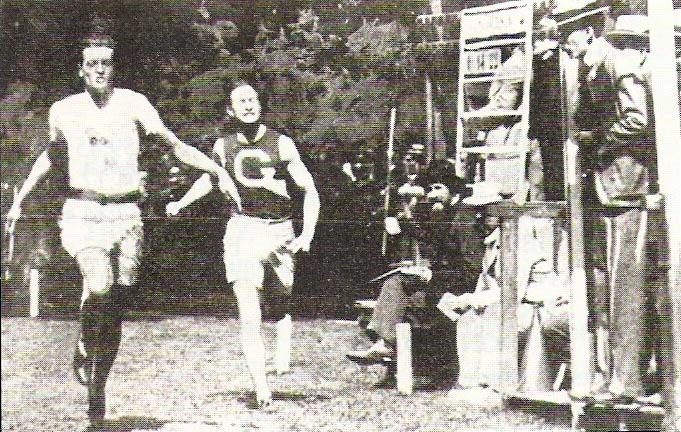
Finisz biegu finałowego, Maxie Long (z lewej) i William Holland

Finał rozgrywano w niedzielę. Wobec tego trzej amerykańscy zawodnicy: Dixon Boardman, Harry Lee i William Moloney odmówili startu. W biegu finałowym wystąpiło tylko trzech zawodników.
| Poz.   | Zawodnik        | Kraj              | Wynik    | Uwagi |
| ------ | --------------- | ----------------- | -------- | ----- |
| złoto  | Maxey Long      | Stany Zjednoczone | 49,4     | OR    |
| srebro | William Holland | Stany Zjednoczone | nieznany |       |
| brąz   | Ernst Schultz   | Dania             | nieznany |       |
| –      | Dixon Boardman  | Stany Zjednoczone | DNS      |       |
| –      | Harry Lee       | Stany Zjednoczone | DNS      |       |
| –      | William Moloney | Stany Zjednoczone | DNS      |       |

Long poprawił własny rekord olimpijski i wygrał o 5 jardów z Hollandem i 25 jardów ze Schultzem.